# Anne Green
Pour les articles homonymes, voir Green.
Anne Green, née à Savannah (Géorgie) le 11 novembre 1891 et morte à Draveil (Essonne) le 30 décembre 1979, est une écrivaine et une traductrice américaine, de langue anglaise et française.

## Biographie
Elle suit ses parents en France où s'installe son père, ruiné par la crise financière et de mauvais placements. Elle passe son enfance au Havre avec ses nombreux frères et sœurs, avant que ses parents ne s'établissent à Paris où naît son dernier frère Julian, le célèbre Julien Green dont l'œuvre littéraire marque le XXe siècle.
En 1937, elle publie un ouvrage intitulé 16, rue Cortambert, en référence à la rue parisienne homonyme ou la famille Green vécut.
Elle partage la vie de Julien Green jusqu'à sa mort en 1979.
Elle a écrit quinze romans et plusieurs volumes de nouvelles, la plupart en anglais. Son récit le plus célèbre demeure Mes jours évanouis, récit romancé de ses souvenirs d'enfance.
Elle a collaboré, avec son frère Julien, à la traduction d'auteurs tels que Charles Péguy ainsi qu'à celle de ses propres œuvres.